# Antonia Maymón
Antonia Rufina Maymón Gimeno (Madrid, 18 de julio de 1881 - Beniaján, Murcia, 20 de diciembre de 1959)  fue una pedagoga racionalista, militante naturista, anarquista, feminista y escritora española.

## Biografía
Antonia Rufina Maymón Gimeno (Giménez según otras fuentes), nació el 18 de julio de 1881 en Madrid en una familia de origen aragonés, donde se crio. Estudió magisterio en la 'Escuela Normal Femenina' de Zaragoza, ciudad en la que contrajo matrimonio con el profesor racionalista y anarquista Lorenzo Laguna. Con él trabajó en la Escuela Moderna de Zaragoza entre 1908 y 1910, colaborando en el  Boletín de la Escuela Moderna. Enseñanza Científica y Racional. Por su pertenencia al Comité Nacional contra la guerra de Marruecos, fue procesada y condenada junto con Teresa Claramunt y Josefa López. En esos años publicó sus primeros artículos periodísticos en diversas gacetas anarquistas, como La Enseñanza Moderna y Cultura y Acción. La pareja se exilió a Burdeos en 1911, de donde Antonia volvió con la amnistía de 1913 y tras la muerte de su esposo.
A su regreso, ejerció de oradora en infinidad de mítines por todo el país y trabajó como maestra en escuelas de Barcelona, San Feliu de Guíxols, Elda y Beniaján, localidad donde vivió durante varios años y en la que fundó un ateneo cultural. Impulsora del movimiento naturista en España, participó y presidió congresos sobre estos ideales en Bilbao y Málaga.
Al proclamarse en 1931 la Segunda República Española se trasladó a Beniaján, donde se estableció de forma definitiva; allí dio mítines para la Confederación Nacional del Trabajo (CNT), mantuvo una escuela en su propia casa y desarrolló una intensa labor social entre los más necesitados. En 1932 publicó Estudios Racionalistas, donde expuso su pensamiento educativo de la escuela única para niños y niñas sin distinción de clases sociales.
Al acabar la guerra civil española, fue condenada y encarcelada hasta 1944. Dos años más tarde fue detenida de nuevo durante casi un año, saliendo de la cárcel con su salud ya muy mermada. Regresó a su casa de Beniaján, donde dio clases particulares. Falleció en un hospital local el 20 de diciembre de 1959, a los 78 años.

## Ideales y obras
(...)estoy plenamente convencida de que, criados en plena Naturaleza, bien dirigidas sus aptitudes, desarrollados sus sentimientos para el bien, recibiendo, en fin, una integral educación, se transformarán en seres dulces, amorosos, justos y razonables.

Maymón defendía el naturismo y el anarquismo como dos ideales distintos pero convergentes en un mismo objetivo, un orden natural donde no caben jerarquías ni injusticias:

(...)para mi no es naturismo aquel que no se preocupa de la vida integral del individuo y como ésta solo puede desarrollarse dentro de una sociedad igualitaria, sin leyes ni gobiernos, sin explotadores ni explotados, deduzco de aquí la consecuencia de que las ideas naturismo y anarquismo van tan íntimamente unidas, que no pueden separarse sin que a cada una de ellas les falte algo para ser completa.

También se destacó como una incipiente feminista:

Algo les costará a los hombres ver a las mujeres igualarse a ellos, y a las mujeres acostumbrarse a luchar contra rutinas y convencionalismos, pero hay que tener confianza en esa juventud renovadora.

Escribió mucho sobre naturismo, pero también sobre su gran pasión: la educación. Entre 1908 y 1939 colaboró en numerosas publicaciones afines de manera ininterrumpida, como Acción Social Obrera, Cultura y Acción, Despertar, La Enseñanza Moderna, Helios, Humanidad Nueva, Ideas y figuras, Inquietudes, Naturismo, Nueva Aurora, Solidaridad Obrera, Tiempos Nuevos, Tierra y Libertad, Vértice o Vida y Trabajo, entre otros.

## Reconocimiento
En el pueblo de Beniaján hay una calle con su nombre. Esta calle está cerca de su antigua escuela de la Cuesta de las Azabaras.

### Estudios
- Anarquismo y naturismo (1925)
- Hacia el ideal (1927)
- Amamos (1932), entre otros.
- Humanidad libre. Esbozo racionalista

### Novelas
- Madre (1925)
- La perla (1927)
- El hijo del camino (1931)